# Dominic Antonelli
Dominic Anthony Antonelli (født 23. august 1967 i Detroit, Michigan) er NASA astronaut og har fløjet to rummissioner. Antonelli var pilot på rumfærge-flyvningerne STS-119 og STS-132 begge til Den Internationale Rumstation.